# Audrys Bačkis
Audrys Juozas Bačkis (Kaunas, 1. veljače 1937.) litavski je prelat Katoličke Crkve i kardinal od 2001. godine. Radio je u diplomatskoj službi Svete Stolice od 1964. do 1991., kada je postao nadbiskupom vilniuskim. Umirovljen je 2013. godine.
Papa Franjo prihvatio je Bačkisovu ostavku 5. travnja 2013. godine.